# 土方稲嶺
土方 稲嶺（ひじかた とうれい、（享保20年（1735年）または寛保元年（1741年） - 文化4年3月24日（1807年5月1日））は、江戸時代中期から後期の絵師。因幡出身。名は廣邦、のち廣輔。字は子直。号は臥虎軒、虎睡軒。稲嶺の号は、地元の名所稲葉山に因んだと言う。

## 略歴
鳥取藩で、代々首席家老を務める倉吉荒尾家の家臣・土方弥右衛門の次男として生まれる。一時、後藤家に養子に入ったという。稲嶺も先祖同様、荒尾小八郎に仕えていたが、故あって職を辞した。
江戸で南蘋派の宋紫石に学び、その画風に心酔する。その後、天明初年には京都に移り、栗田宮家に仕えて画道に精進した。寛政7年（1795年）には、宋紫石の竹画碑がある北野天満宮境内に、自身も同様の竹画碑を建立しており、紫石への敬愛の深さを見て取れる。円山応挙や谷文晁と親交があった。当時京都画壇の中心にあった円山応挙に入門を申し入れた所、その腕前に驚いた応挙が入門を拒んだという逸話も残っている。ただし、根拠は不明だが『古画備考』土方稲嶺の項目では、「応挙門人」と記されている。
寛政10年（1798年）57歳のときに、鳥取藩主池田斉邦の御用絵師として召し抱えられて、再び故郷に戻る。その際、藩主と同じ字を使うのを憚って、廣輔と名を改めた。寛政12年（1800年）には江戸詰めを命じられたという。文化4年3月24日死去。没年齢は67歳、73歳の二説ある。

## 画風
人物、山水、花鳥、虫魚いずれも優れ、鯉画が特に巧みであった。南蘋派の絵師の中には、京都に出ると蠣崎波響のように円山・四条派へ転向する者もあったが、稲嶺は基本的に南蘋画風を守りつつも、円山・四条派の大画面構成法を学び取っていった。そのためか、宋紫石門下では珍しく障壁画や屏風絵の大作を多く残しており、雑華院（妙心寺塔頭）の襖絵「柳鴛図」「竹林七賢図」「波岩図」「孔雀図」14面、春光院（妙心寺塔頭）の襖絵「武陵桃源図」など15面、大法院（妙心寺塔頭）障壁画「叭々鳥図」13面、兵庫県養父市の祐徳寺「虎渓三笑図」など襖8面、和歌山県由良町の興国寺旧蔵の襖絵38面などが挙げられる。反面、細密描写は紫石や波響らに比べると一歩劣り、むしろ奔放でやや荒っぽい筆致に持ち味がある。
稲嶺の門人は大変多く、因幡画壇の祖と呼ばれている。反面、生前はそれなりに画名が高かったようであるが、今日稲嶺のことを知るには『因伯紀要』『鳥取県郷土史』などの地方史に拠らねばならず、彼の画名が中央より鳥取の地で残されていることを物語る。
土方稲琳は稲嶺の子。高弟に黒田稲皐がいる。

## 代表作

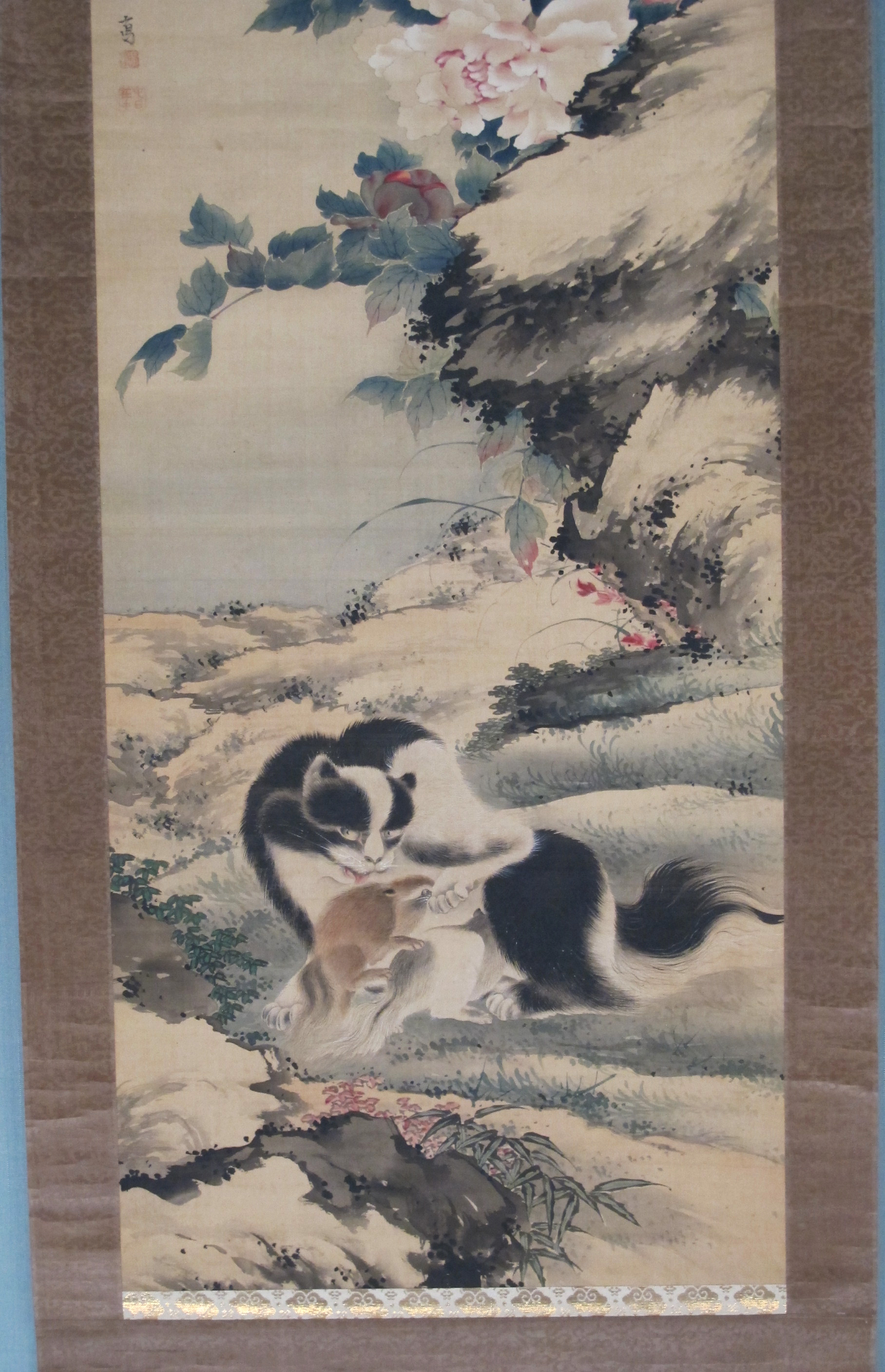
牡丹に猫図（三幅対のうち）
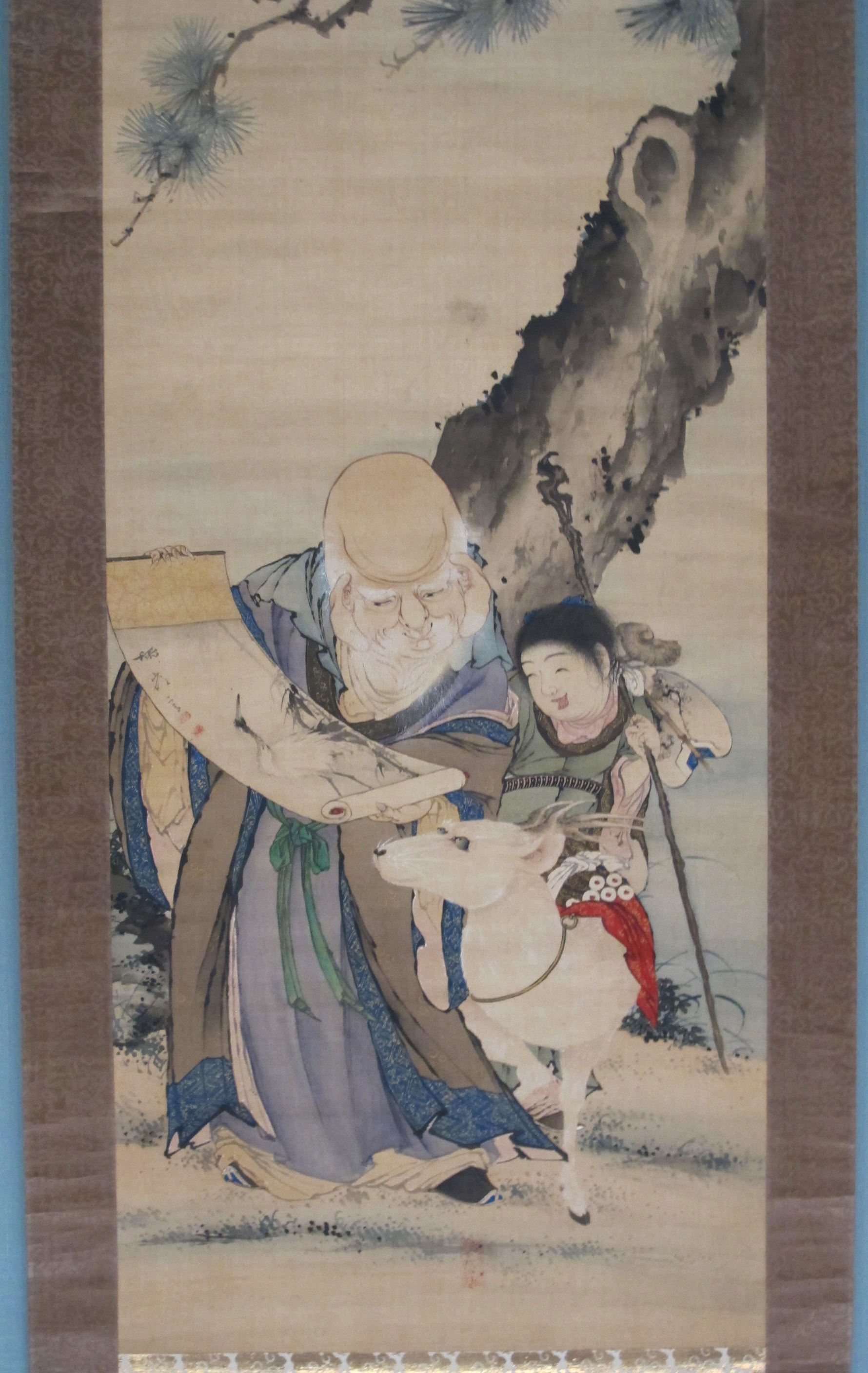
寿老図（三幅対のうち）
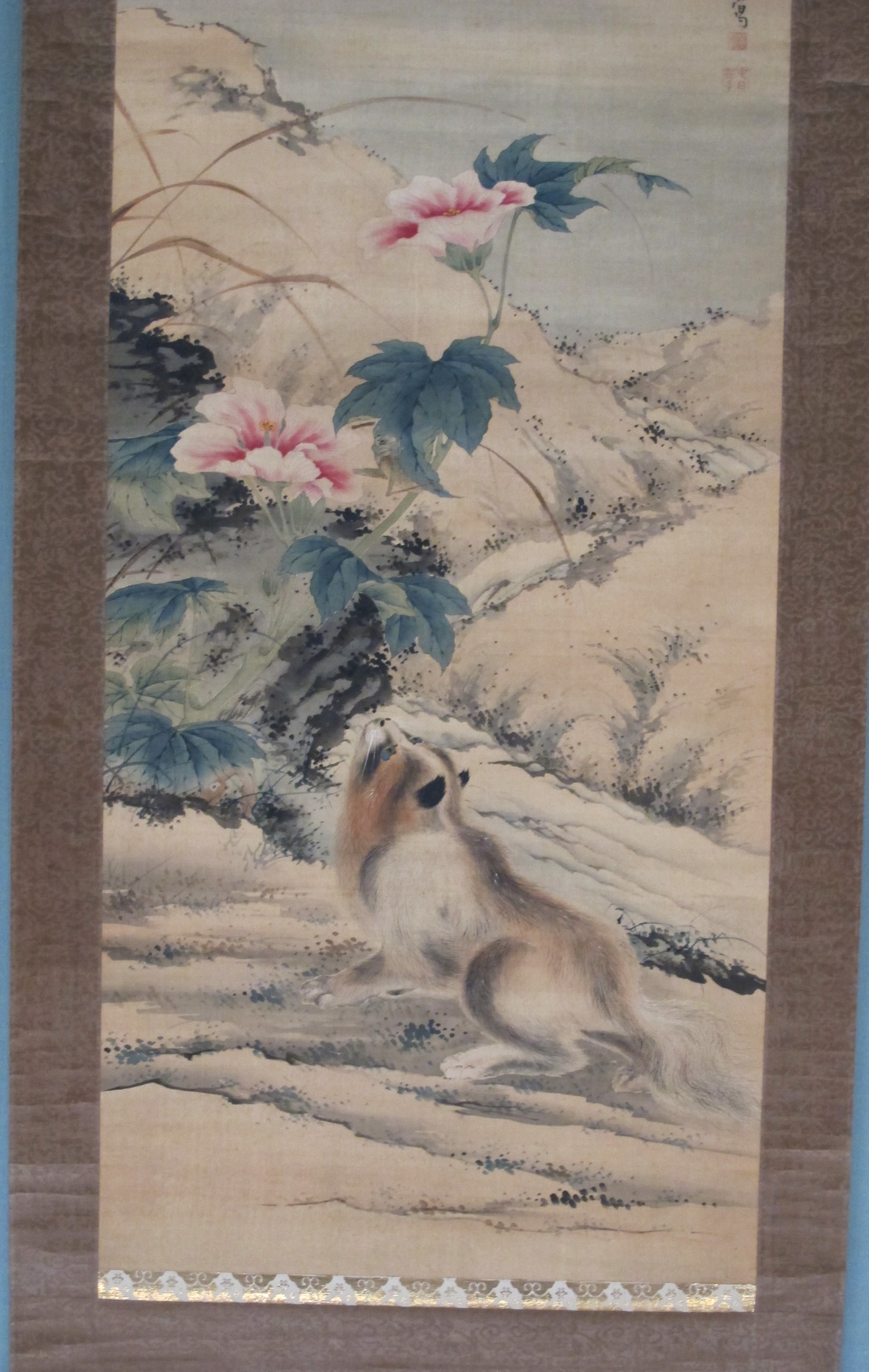
芙蓉に猫図（三幅対のうち）

| 作品名                     | 技法         | 形状・員数 | 寸法（縦x横cm）                                          | 所有者                       | 年代                   | 落款・落款               | 備考 |
| -------------------------- | ------------ | ---------- | -------------------------------------------------------- | ---------------------------- | ---------------------- | ------------------------ | --- |
| 寿老・牡丹に猫・芙蓉に猫図 |              | 3幅対      | 寿老：114.6x40.6 丹に猫：114.9x40.7 芙蓉に猫：114.9x40.8 | 東京国立博物館               |                        |                          | |
| 猛虎図屏風                 | 紙本金地著色 | 六曲一双   | 155.0x360.0（各）                                        | 個人                         |                        |                          | |
| 猛虎図屏風                 | 紙本金地著色 | 六曲一双   | 150.0x358.2（各）                                        | シカゴ美術館                 |                        |                          | |
| 興国寺書院障壁画           | 紙本墨画     | 襖34面     |                                                          | 鳥取県立博物館（興国寺旧蔵） | 1796年（寛政8年）5月   |                          | 鳥取県指定文化財。内訳は「山水図」4面「竹林七賢図」8面、「遊鯉図」8面、「岩に叭々鳥図」4面、「岩に烏図」4面、「芭蕉図」4面、「烏図」2面                                                      |
| 長姫像                     | 絹本著色     | 1幅        | 118.6x56.1                                               | 京都・妙心寺大法院           | 1800年（寛政12年）孟春 | 無し                     | 泰明智秀（大法院住持）賛。像主の長姫は、真田信吉の長女で松代藩初代藩主真田信之の孫。信之は長姫に自己の菩提寺建立を遺命し、長姫はこれに従って大法院を設立した。箱書きから稲嶺筆だと判明する。 |
| 雲龍図                     | 紙本墨画     | 2幅        | 134.0x57.5（各）                                         | 鳥取県立博物館               |                        |                          | 鳥取県指定文化財 |
| 虎渓三笑図襖               | 紙本墨画     | 襖8面      | 右2面：178.7x69.0 中2面：180.4x107.0 左4面：179.5x91.3   | 祐徳寺（養父市）             |                        | 款記「稲嶺」/朱文方印2夥 | |
| 鶴の帰雁図屏風             | 絹本墨画金彩 | 六曲一双   | 162.0x367.0                                              | 鳥取県立博物館               | 1804年（文化元年）     |                          | |
| 孔雀図屏風                 | 紙本着色     | 六曲一双   | 151.1x550.6（各）                                        | 京都国立博物館               |                        | 款記「稲嶺寫」           | |
| 山水図                     | 絹本著色     | 1幅        | 166.2x83.7                                               | 法人                         |                        | 款記「稲嶺源廣輔寫」     | 江戸絵画では非常に珍しい虹が描かれた作品の一つ。 |
| 東方朔図                   | 絹本著色     | 1幅        | 99.8x40.6                                                | 鳥取県立博物館               | 1806年（文化3年）      |                          | 鳥取県指定文化財 |
| 荒磯図屏風                 | 紙本銀地墨画 | 四曲一双   | 164.0x364.6（各）                                        | 個人                         | 1806年（文化3年）      | 款記「稲嶺寫」           | |

- 牡丹に猫図（三幅対のうち）
- 寿老図（三幅対のうち）
- 芙蓉に猫図（三幅対のうち）

## 参考資料
- 星野鈴 「土方稲嶺筆 松に孔雀図」『国華』943号所収、国華社、1972年2月
- 田中敏雄 「障壁画の旅16 興国寺(和歌山県由良町)の障壁画 土方稲嶺の襖絵」（日本美術工芸社編集 『日本美術工芸』564号、1985年9月、pp.32-41。後に『近世日本絵画の研究』（作品社、2013年3月）pp.406-413に再録、ISBN 978-4-86182-412-8）
- 鶴田武良 国立文化財機構監修 『日本の美術326 宋紫石と南蘋派』 1993年 至文堂 ISBN 978-4-7843-3326-4
- 成澤勝嗣 『（財）渡辺美術館所蔵品調査報告書 土方稲嶺の伝記と画業』 2006年3月

展覧会図録
- 『江戸文化シリーズ七・没後二百年記念特別展図録 宋紫石とその時代 ～中国渡来の写生画法～』 板橋区立美術館、1986年
- 『特別展 ─鳥取画壇の源流を探る─ 紫石・応挙と土方稲嶺展』 鳥取県立博物館資料刊行会、1997年9月28日
- 『鳥取画壇の祖 土方稲嶺 ー明月来タリテ相照ラスー』 鳥取県立博物館編集・発行、2018年10月6日